# کنفوسیوسیسم جدید
کنفوسیوسیسم جدید (انگلیسی: New Confucianism)، جنبش فکری کنفوسیوسیسم است که در اوایل قرن بیستم در چین جمهوری‌خواه آغاز شد و در چین معاصر پس از دوران مائو در جریان جنبش چهارم مه توسعه یافت، و مقداری تحت‌تأثیر نئوکنفوسیوسیسم سلسله‌های سونگ و مینگ است.
این جنبش نومحافظه‌کار و از سنت‌های متعدد چینی است و حاوی مضامین مذهبی است. از برخی عناصر کنفوسیوسیسم جامعه حمایت می‌کند؛ مانند هماهنگی اجتماعی، زیست‌محیطی و سیاسی. در ترکیب با فلسفه‌های غربی مانند خردگرایی و اومانیسم به‌کار گرفته می‌شود. فلسفه‌های آن نقطه کانونی بحث بین دانشمندان کنفوسیوسی در سرزمین اصلی چین، تایوان، هنگ کنگ و ایالات متحده است.

## تاریخچه
اولین نسل از کنفوسیوسیان جدید (۱۹۲۱–۱۹۴۹) در پاسخ به جنبش چهارم ماه مه و موضع شمایل‌شکنانه آن علیه کنفوسیوسیسم پدید آمد. کنفوسیوسیسم با اتهام غیرعلمی بودن و مغایر با پیشرفت چین مدرن، مورد حمله قرار گرفت. یکی از چهره‌های برجسته در این دوران شیونگ شیلی بود که در جوانی به مطالعه عمیق بودیسم پرداخت اما بعداً به اصلاح چارچوب فلسفی کنفوسیوس پرداخت.
شیونگ با وام گرفتن از مکتب وانگ یانگ مینگ، یک سیستم متافیزیکی برای جنبش جدید کنفوسیوس ایجاد کرد و معتقد بود که یادگیری چینی برتر از یادگیری غربی است. شخصیت دیگری، فنگ یولان، پیرو مکتب نئوکنفوسیوس ژو هسی، به‌دنبال احیای فلسفه چینی بود که تحت‌تأثیر پرسش‌ها و تکنیک‌های فلسفه مدرن غرب قرار گرفته بود.
با شروع رژیم کمونیستی در چین در سال ۱۹۴۹، بسیاری از روشن‌فکران برجسته سرزمین اصلی چین به تایوان، هنگ کنگ و ایالات متحده مهاجرت کردند. چهره‌های ممتاز این نسل دوم (۱۹۵۰–۱۹۷۹) شامل افرادی مانند مو زونگسان، تانگ جونی و ژو فوگوان هستند که هر سه شاگرد شیونگ شیلی بودند. مو، پای‌بند بر سنت‌های فلسفی کلاسیک چین بود و استدلال می‌کرد که ایمانوئل کانت، از بسیاری جهات، یک کنفوسیوسی غربی است. این سه نفر همراه با کیان مو نیو کالج آسیا را در هنگ کنگ تأسیس کردند. یکی از برجسته‌ترین فارغ‌التحصیلان این کالج یو یینگ جه بود. آن‌ها همراه با ژانگ جونمی، در سال ۱۹۵۸ «مانیفست کنفوسیوس جدید» را منتشر کردند تا باورهای خود را تثبیت کنند و توجه دیگران را به جنبش فلسفی خود جلب کنند.
در اوایل قرن بیست و یکم، برجسته‌ترین نمایندگان جنبش کنفوسیوسیسم جدید در خارج از چین، دانشجویان مو زونگسان بودند. یکی از برجسته‌ترین آن‌ها، تو وی مینگ، این ایده را ترویج کرد که کنفوسیوسیسم دارای سه دوره است: کنفوسیوسیسم کلاسیک پیش از هان، نئوکنفوسیوسیسم سونگ-مینگ، و کنفسیوسیسم جدید. نسل سوم در زمینه‌سازی کنفوسیوسیسم در بخش غیرآسیایی مانند کنفوسیوسم بوستون و دانشمندان غربی مانند تام. تئودور دی باری نقش به‌سزایی داشته‌است.

### کنفوسیوسیسم جدید سرزمین اصلی چین
پس از دوره اصلاحات و گشایش در دوران دنگ شیائوپینگ پس از سال ۱۹۷۸، اندیشه کنفوسیوس در سرزمین اصلی چین تجدید حیاتی را تجربه کرد. جریان نوظهور «کنفوسیوس‌های جدید سرزمین اصلی»، که در ابتدا توسط جیانگ چینگ رهبری می‌شد، به‌شدت خود را از «کنفوسیوس‌گرایی جدید خارج از کشور» که توسط مو و دیگران توسعه داده شد، منفک کرد. از نظر جیانگ، اندیشه کنفوسیوس را می‌توان به دو جریان «کنفوسیوس‌گرایی ذهنی» و «کنفوسیوس‌گرایی سیاسی» تقسیم کرد.
او معتقد است که کنفوسیوسیسم بیش از یک هزار سال است که به‌بهای کنفوسیوسیسم سیاسی، به کنفوسیوسیسم ذهنی محدود شده‌است و اندیشه واقعی کنفوسیوس را «مثله» کرده‌است. جیانگ برای احیای مشروعیت سیاسی به‌عنوان محور اصلی تفکر کنفوسیوس، برای توجه مجدد به ساختارهای قانون اساسی کنفوسیوس، و برای استقرار کنفوسیوس به‌عنوان یک دین رسمی دولتی استدلال می‌کند.
دیگر کنفوسیوسیان جدید سرزمین اصلی دربارهٔ نگرش سیاسی لیبرال‌تری نسبت به کنفوسیوسیسم بحث کردند. چن مینگ در مؤسسه ادیان جهانی در پکن، نقش رهبری را بر عهده گرفت. چن نوشت که آیین کنفوسیوس با وظیفه ارائه راه‌حل برای سه مشکل عمده جامعه معاصر چین مواجه است: بازسازی سیاسی، هویت فرهنگی و ایمان مذهبی. چن درحالی‌که با رد تأکیدات متافیزیکی «کنفوسیوسیسم جدید در خارج از کشور» توسط جیانگ موافق است، استدلال می‌کند که کنفوسیوسیسم به بهترین وجه یک دین مدنی در آمریکا دیده می‌شود که با دموکراسی سازگار است، و زندگی سیاسی می‌تواند جنبه مذهبی را بدون یک مذهب رسمی دولتی بیان کند.
تصور جیانگ چینگ مبنی بر اینکه چین باید یک کشور کنفوسیوسی باشد که سیاست و مذهب را متحد کند، بسیار ساده‌انگارانه بود. برنامه کانگ شیائوگوانگ برای تبدیل آیین کنفوسیوس به یک دین دولتی «به سختی قابل اجرا بود».

### واژه‌شناسی
در حالی که ترجمه انگلیسی این جنبش کنفوسیوسیسم جدید است، ترجمه‌های مختلفی به چینی وجود دارد. بسیاری از نویسندگان تایوان تمایل دارند از اصطلاح کنفوسیوسیسم جدید معاصر (چینی ساده: 当代新儒家; چینی سنتی: 當代新儒家; پین‌یین: dāng dài xīn rú jiā) برای تأکید بر تداوم جنبش با نئوکنفوسیوسیسم سونگ مینگ استفاده کنند.
بسیاری در سرزمین اصلی چین اصطلاح کنفوسیوس نوین مدرن (چینی ساده: 现代新儒家; چینی سنتی: 現代新儒家; پین‌یین: xiàn dài xīn rú jiā) را ترجیح می‌دهند؛ با تأکید بر دوره مدرنیزاسیون پس از چهارم می.

## فلسفه
کنفوسیوسیسم جدید مکتبی از فلسفه چینی است که تحت تأثیر آیین کنفوسیوس است. پس از وقایع نهضت چهارم ماه مه در سال ۱۹۱۹، که در آن کنفوسیوسیسم عامل ضعف و افول چین در برابر تجاوزات غرب معرفی شد، فیلسوف چینی شیونگ شیلی (۱۸۸۵–۱۹۶۸)، آیین کنفوسیوس جدید را تأسیس و بازسازی کرد.
کنفوسیوسیسم جدید یک فلسفه سیاسی، اخلاقی و اجتماعی است که از ایده‌های متافیزیکی فلسفه‌های غرب و شرق استفاده می‌کند، و به سه نسل طبقه‌بندی می‌شود که با شیونگ شیلی و فنگ یولان به‌عنوان اولین نسل فیلسوفانی که پایه را تعیین کردند شروع می‌شود. نسل دوم از شاگردان شیونگ، مو زونگسان، تانگ جونی و ژو فوگوان تشکیل شده‌است. نسل سوم برخلاف نسل‌های قبلی از طریق ارقام تعیین نمی‌شود، بلکه به‌لحاظ تاریخی کنفوسیوسیسم جدید از سال ۱۹۸۰ شروع می‌شود.

## مانیفست کنفوسیوس جدید
این اصطلاح اولین بار در سال ۱۹۶۳ در دو مقاله در مجله رنشنگ هنگ کنگ استفاده شد، و تا اواخر دهه ۱۹۷۰ مورد استفاده رایج قرار نگرفت. کنفوسیوسیسم جدید اغلب با مقاله «مانیفست فرهنگ چینی، رو به‌سوی جهان» مرتبط است که در سال ۱۹۵۸ توسط تانگ جونی، مو زونگسان، ژو فوگوان و ژانگ جونمی منتشر شد. این بیانیه با عنوان «مانیفست کنفوسیوس جدید» شناخته می‌شود، اگرچه این عبارت در متن آن وجود ندارد.
مانیفست دیدگاهی از فرهنگ چینی را ارائه می‌دهد که دارای وحدتی اساسی در طول تاریخ است، که آیین کنفوسیوس بالاترین بیان آن است. تفسیر خاصی از کنفوسیوسیسم ارائه‌شده در مانیفست عمیقاً تحت‌تأثیر نئوکنفوسیوسیسم است، و نسخه‌ای از نئوکنفوسیوسیسم است که بیشتر با لو جیویان و وانگ یانگ‌مینگ مرتبط است. مانیفست استدلال می‌کند که درحالی‌که چین باید از علم و دموکراسی مدرن غرب بیاموزد، غرب باید از چین و به‌طور خاص سنت کنفوسیوسی، «حکمت فراگیرتر» بیاموزد.

## جامعه دارای هارمونی
مفهوم جامعه دارای هارمونی (چینی ساده: 和谐社会; چینی سنتی: 和諧社會; پین‌یین: héxié shèhuì) به زمان کنفوسیوس بازمی‌گردد، و برگرفته از کنفوسیوسیسم جدید توصیف شده‌است. در دوران مدرن، جامعه دارای هارمونی به یکی از ویژگی‌های کلیدی ایدئولوژی مفهوم توسعه علمی توسط دبیرکل سابق حزب کمونیست هو جینتائو تبدیل شد، که در اواسط دهه ۲۰۰۰ توسعه یافت. همچنین در طول کنگره ملی خلق در سال ۲۰۰۵، توسط دولت هو-ون مجدداً معرفی شد.
این فلسفه پاسخی به بی‌عدالتی و نابرابری اجتماعی فزاینده در جامعه چین در نتیجه رشد اقتصادی کنترل‌نشده، که منجر به درگیری اجتماعی شده‌است، شناخته می‌شود؛ بنابراین، فلسفه حاکم بر رشد اقتصادی به تعادل و هماهنگی کلی اجتماعی تغییر داده شد. قرار بود در کنار یک جامعه نسبتاً مرفه، یکی از اهداف ملی حزب کمونیست حاکم باشد.
ترویج «جامعه دارای هارمونی» نشان داد که فلسفه حاکم هو جینتائو از فلسفه پیشینیانش فاصله گرفته‌است. به‌نظر می‌رسد هو در اواخر دوره تصدی خود در سال ۲۰۱۱، ایدئولوژی را به بعد بین‌المللی، و با تمرکز بر صلح و همکاری بین‌المللی، که گفته می‌شود منجر به جامعه دارای هارمونی می‌شود، گسترش داد. دولت جانشین هو، شی جین پینگ، از این فلسفه با احتیاط بیشتری استفاده کرده‌است.
برخی از محققان، به‌ویژه یان زوتونگ و دانیل بل، از احیای نهادهای شایسته کنفوسیوسی مانند سانسور در چین و جاهای دیگر به عنوان بخشی از برنامه سیاسی کنفوسیوس جدید حمایت می‌کنند. دیگران، مانند جانا روشکر تأکید می‌کنند که کنفوسیوسیسم به هیچ‌وجه یک حوزه یک‌پارچه یا ایستا از تفکر سنتی نیست، بلکه بر جریان‌های مختلفی دلالت دارد که می‌توانند کاملاً خودسرانه و گزینشی توسط ایدئولوژی‌های مدرن مورد استفاده قرار گیرند، که با کارکرد مشروعیت‌بخشی خود مشخص می‌شوند. قدرت دولتی با توجه به تحول تاریخی مفهوم هارمونی، باید از خود بپرسیم که سنت‌های فلسفی تا چه اندازه بر پیش‌فرض‌های تاریخی مبتنی هستند و تا چه حد صرفاً محصول خواسته‌های ایدئولوژیک و سیاسی دوره کنونی هستند.

## جستارهای‌ وابسته
- فهرست فیلسوفان چین
- متون فلسفی جهان